# Trachycephalus typhonius
Trachycephalus typhonius é uma espécie de anfíbio da família Hylidae. Pode ser encontrada do México ao norte da Argentina. Seu ninho é construído com uma espécie de resina, que, quando queimada, produz uma fumaça aromática. Também é conhecido pelo nome de sapo-cunauaru.
Trachycephalus venulosus é considerado como um sinônimo júnior de T. typhonius.